# Toba, Mie
Toba (鳥羽市 Toba-shi) là một thành phố thuộc tỉnh Mie, Nhật Bản.

## Thư viện ảnh

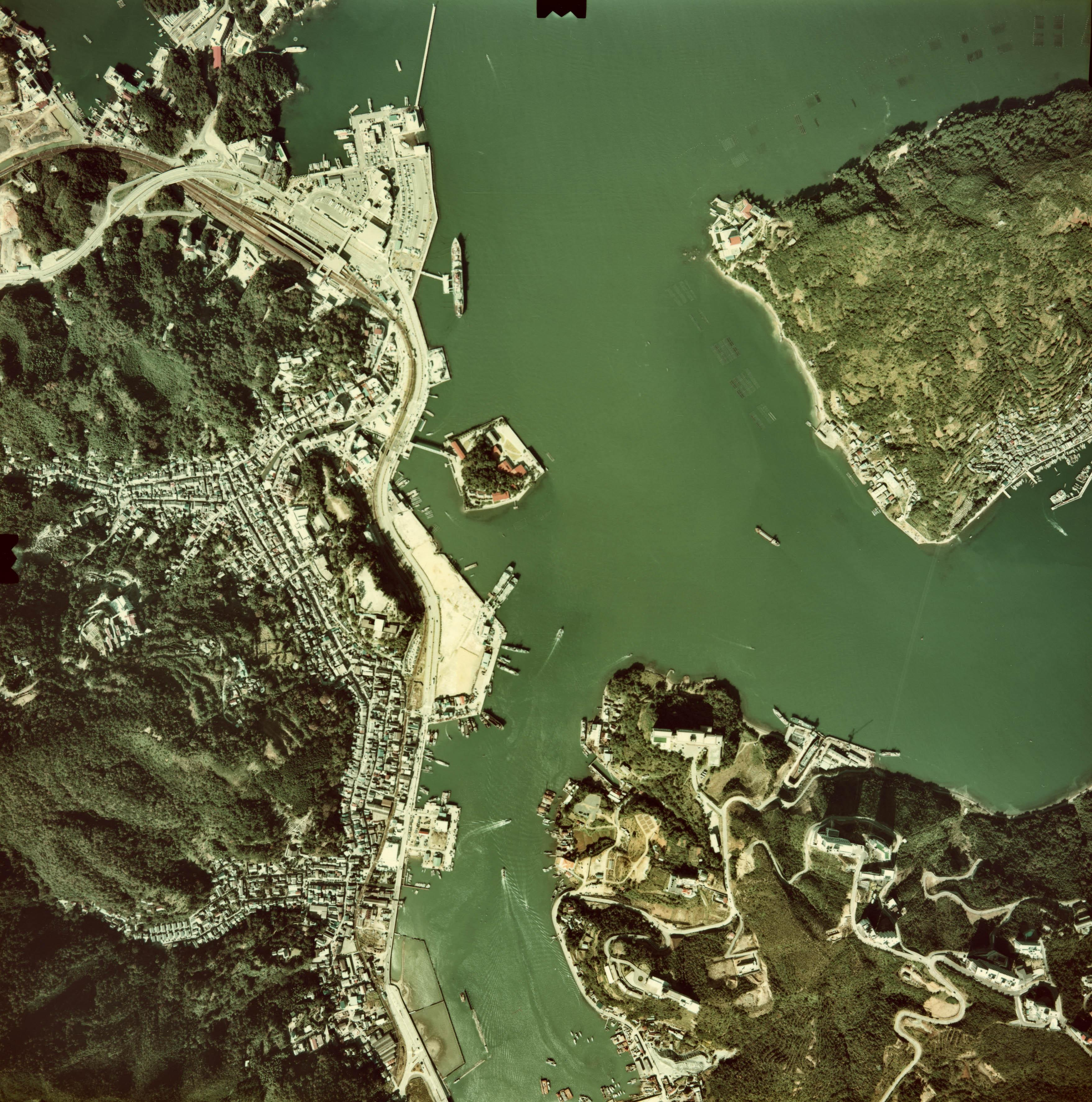
鳥羽港
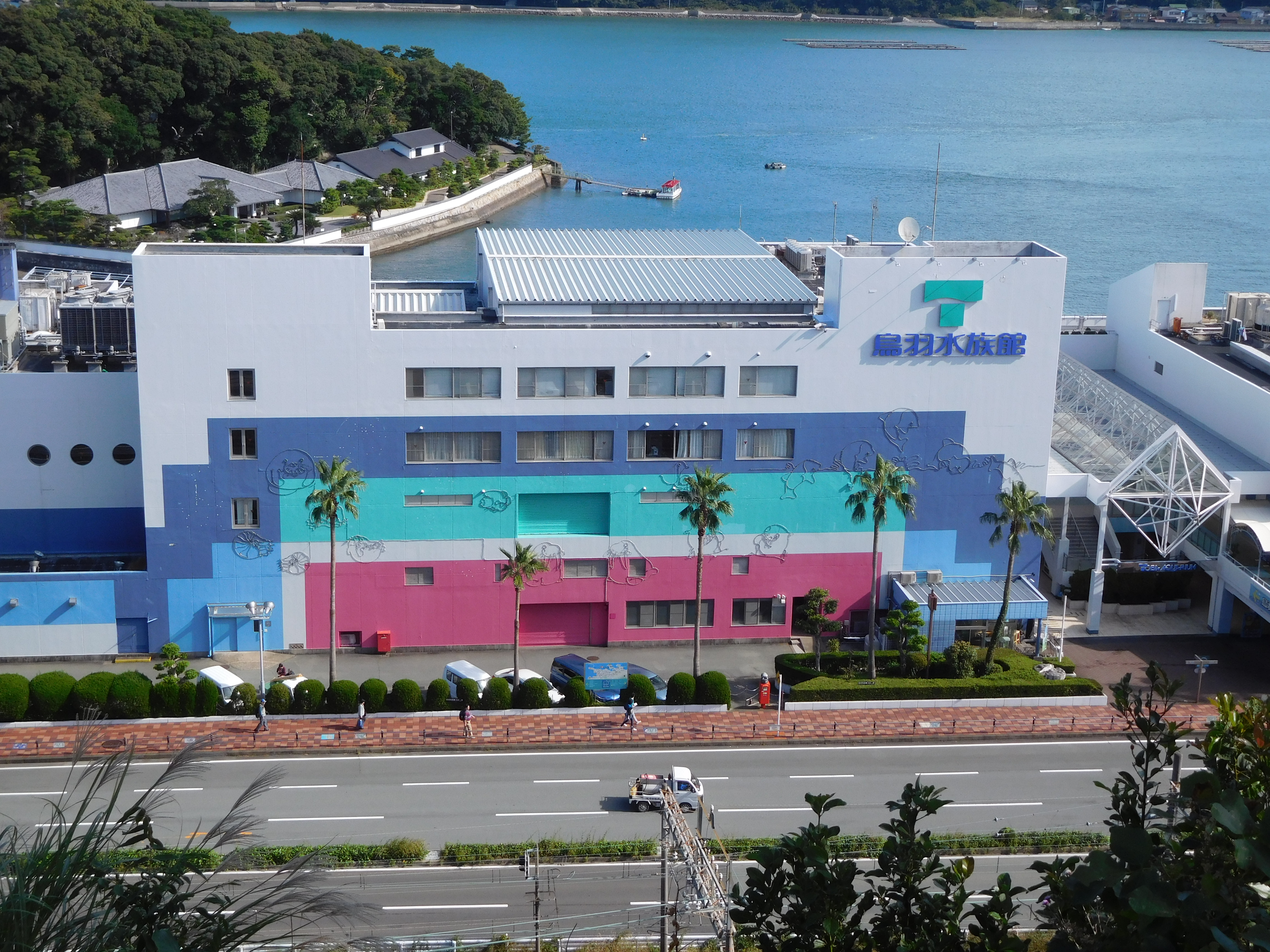
鳥羽水族館
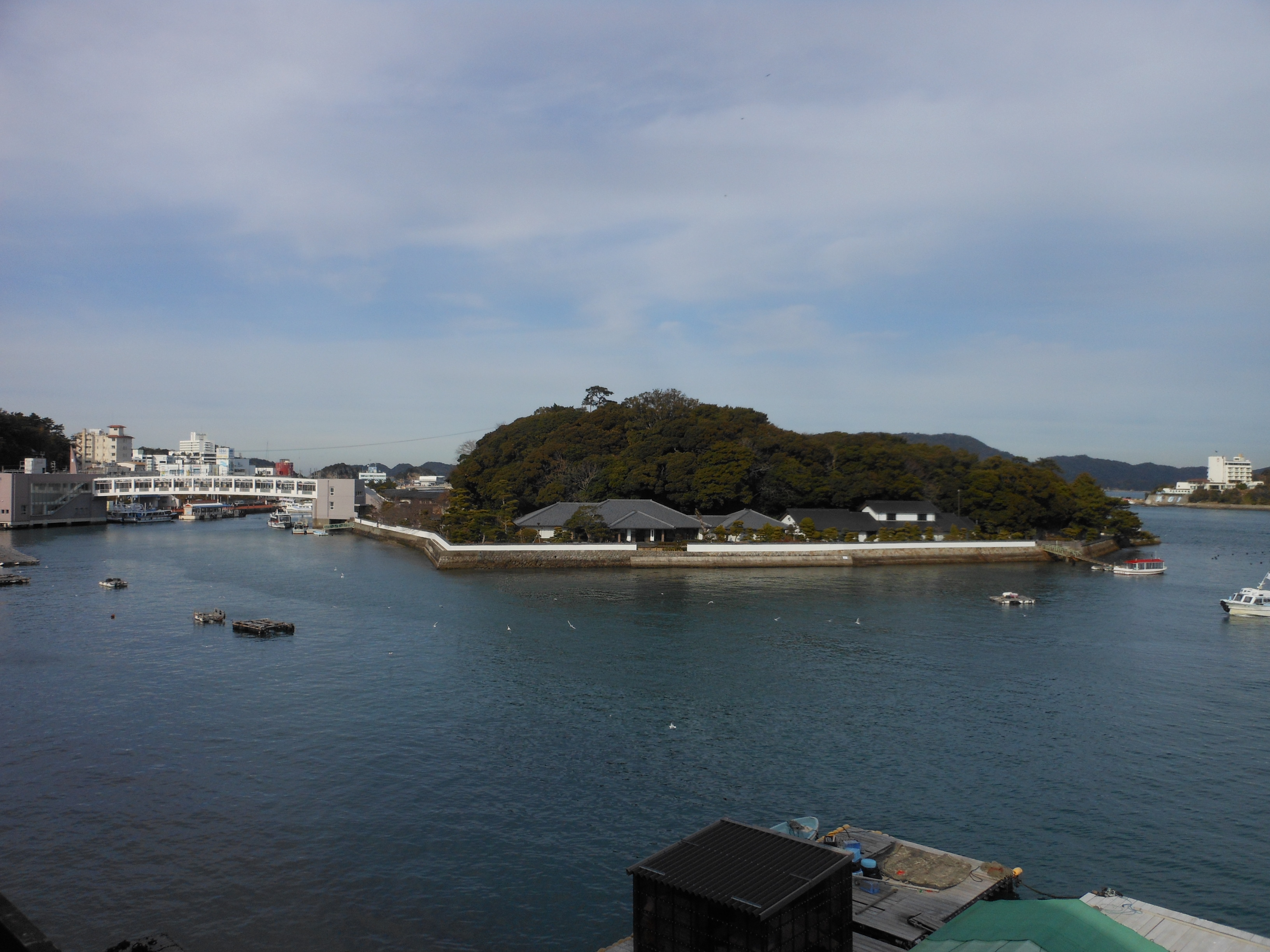
ミキモト真珠島
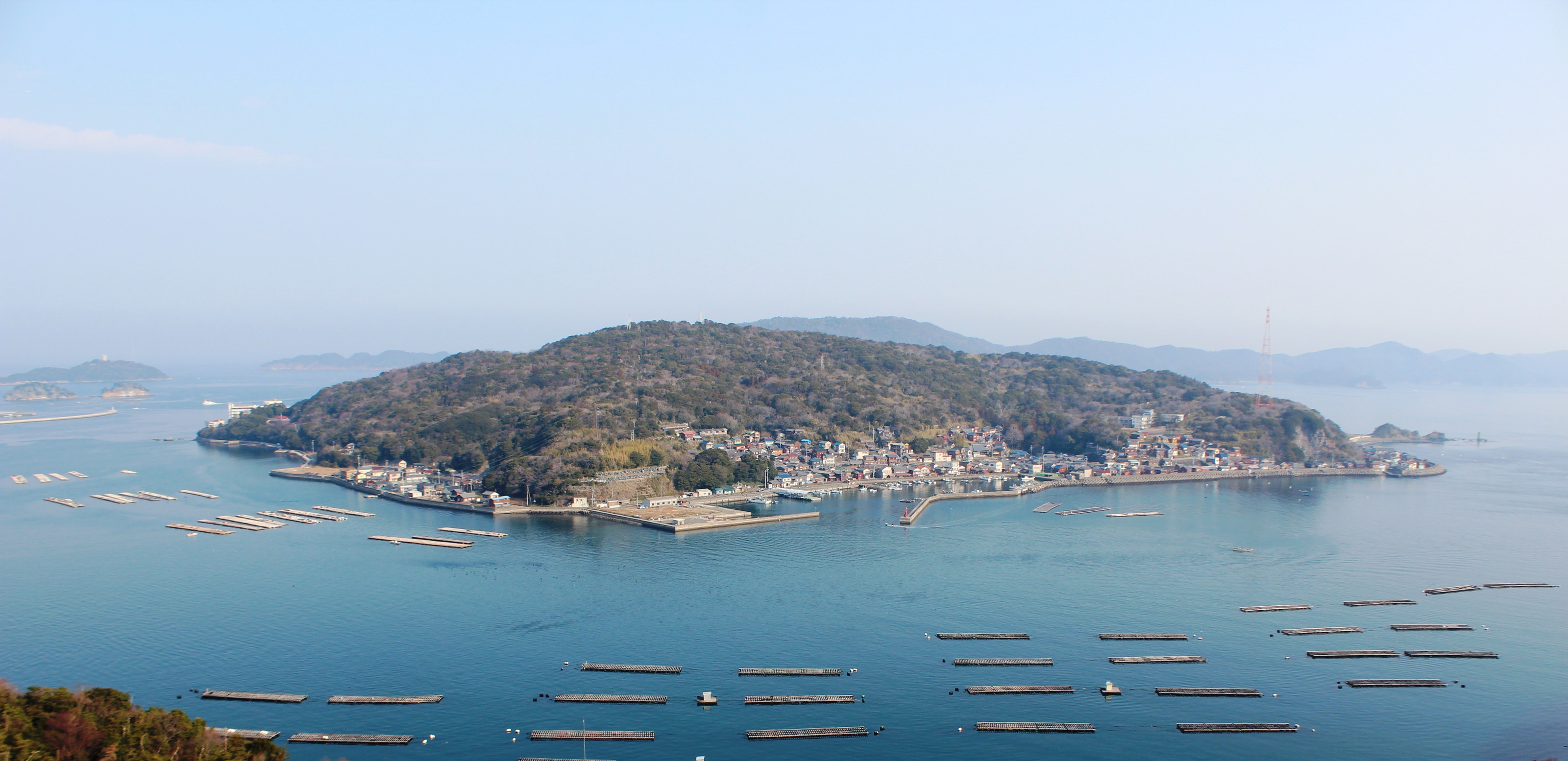
坂手島
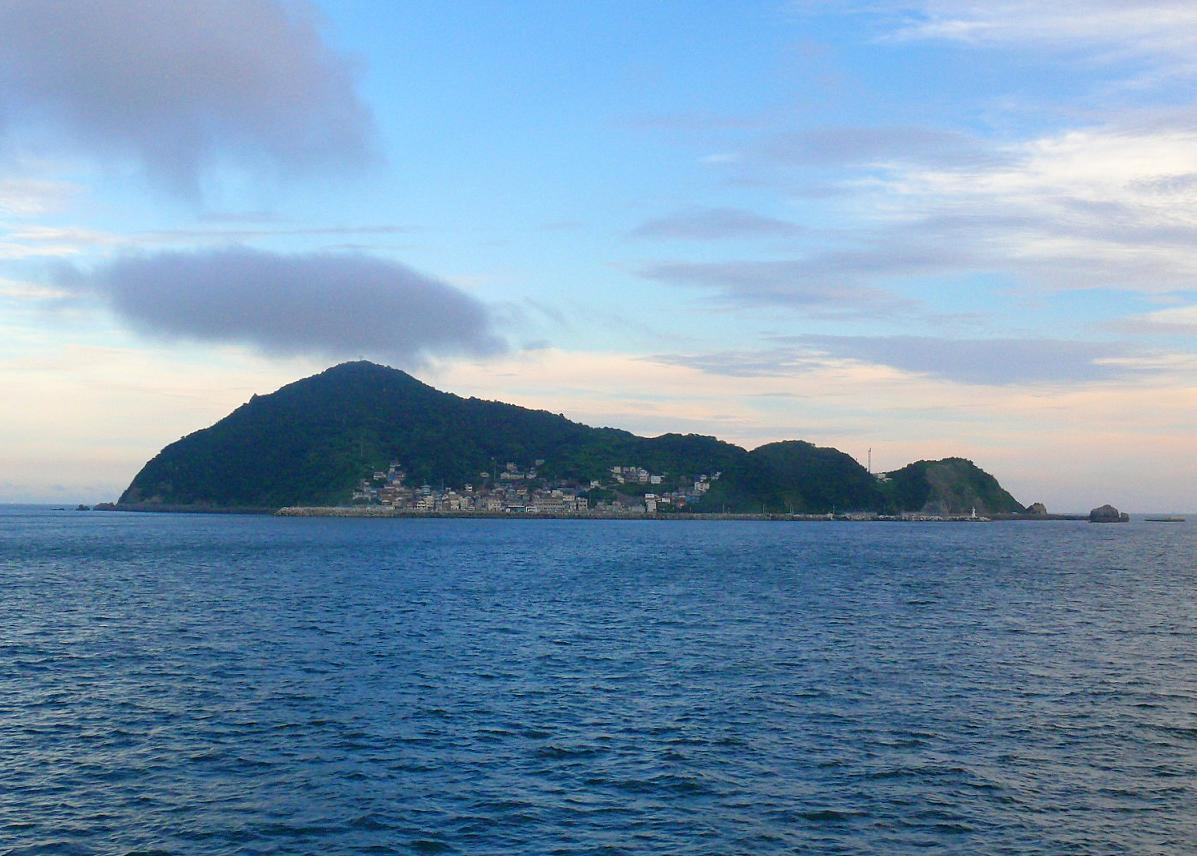
神島
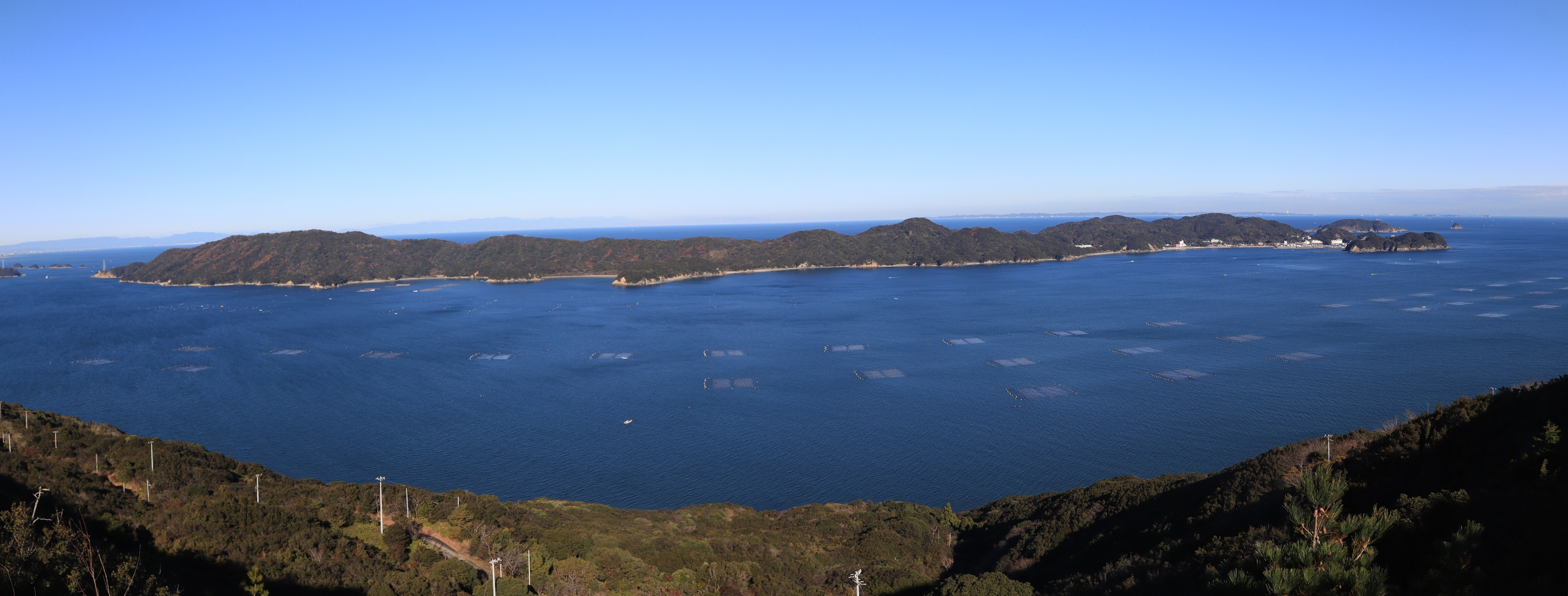
答志島
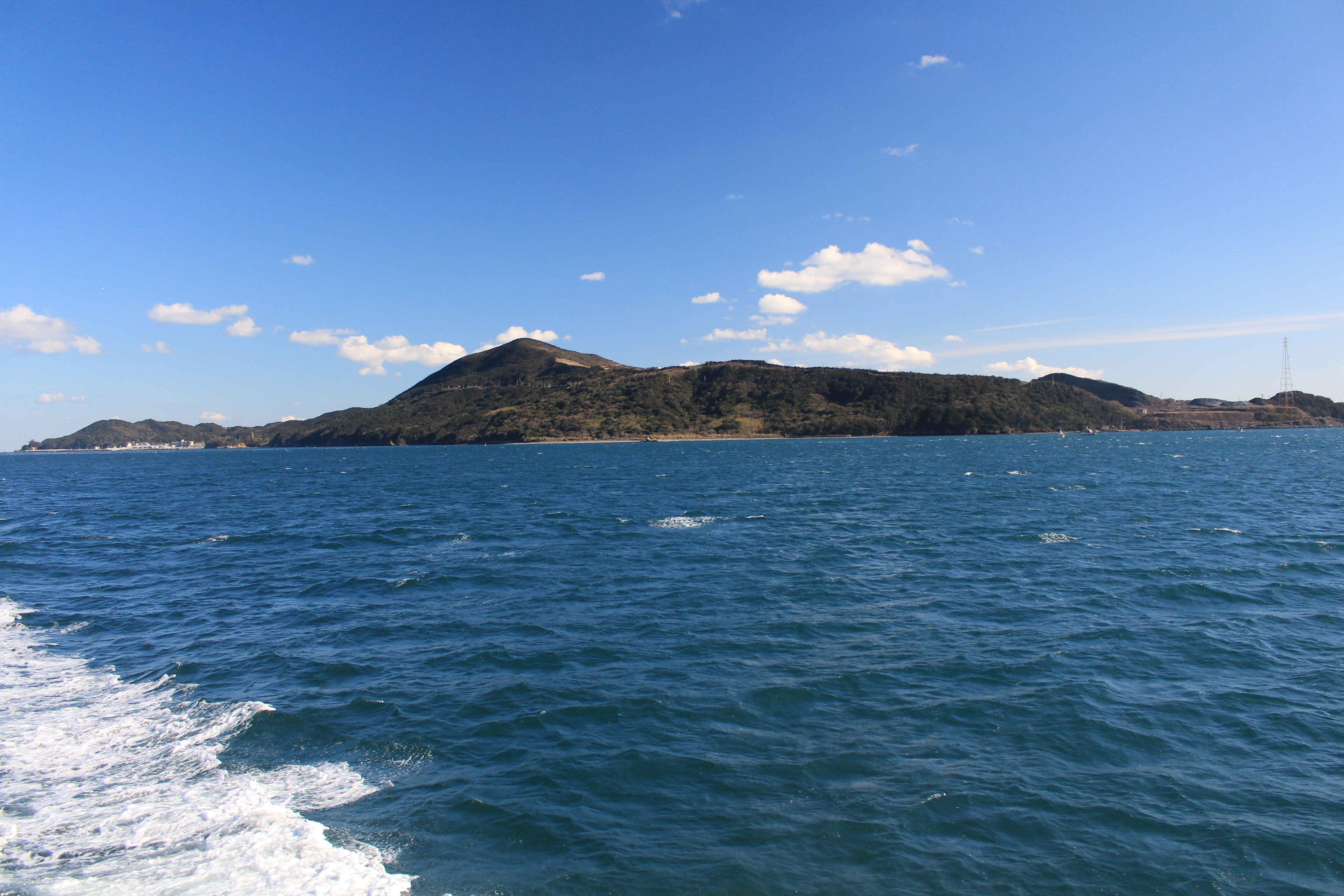
菅島
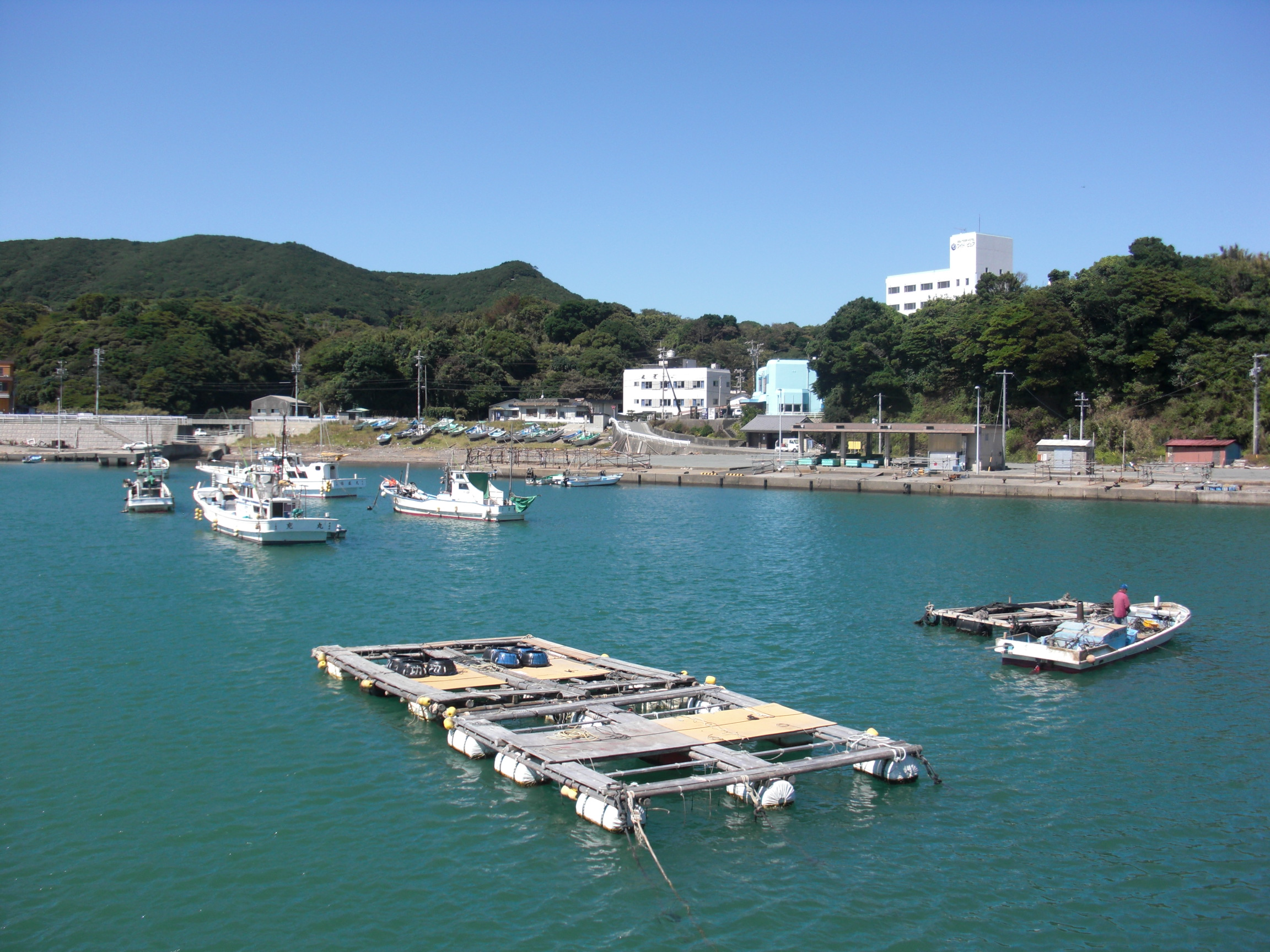
国崎漁港
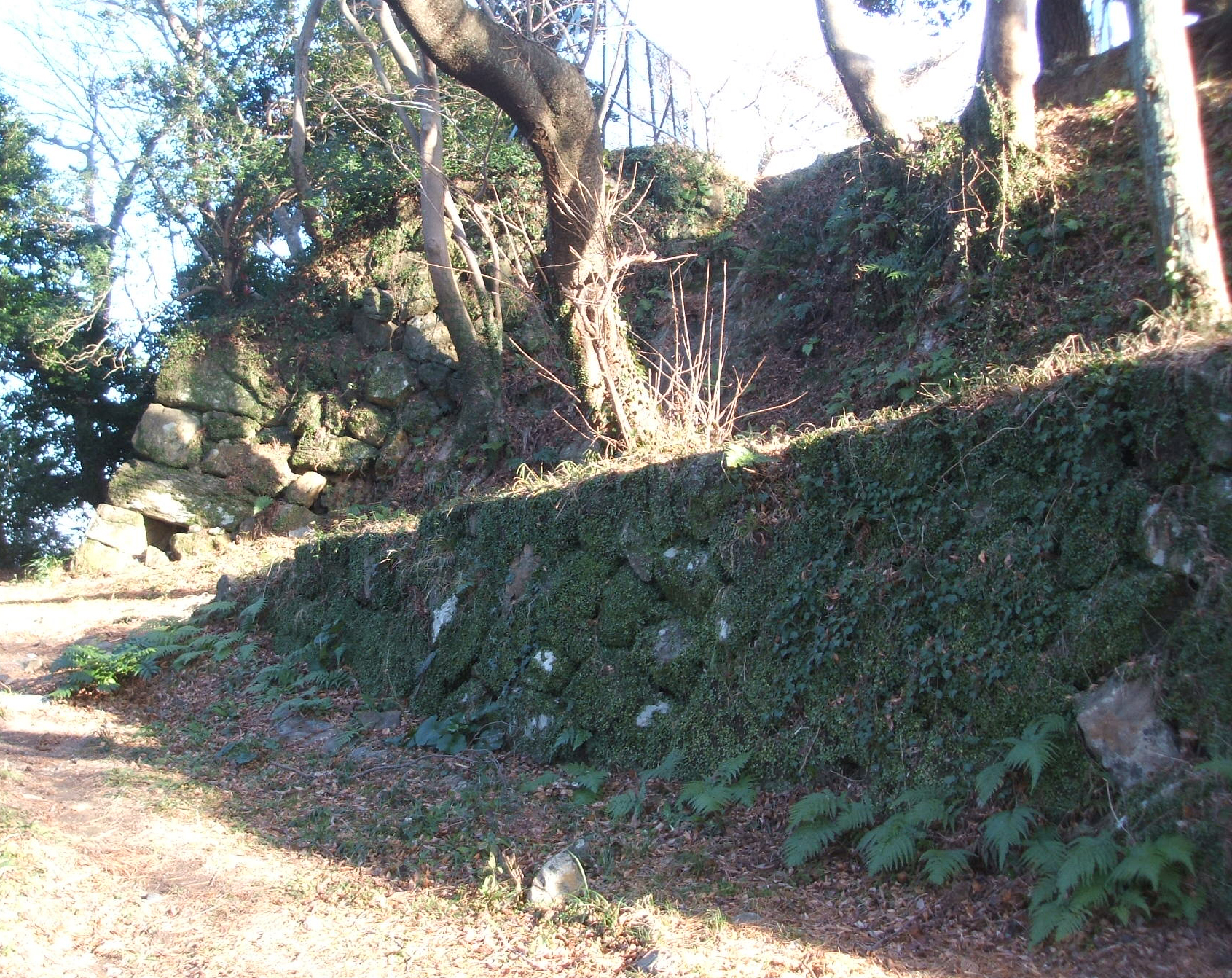
鳥羽城跡
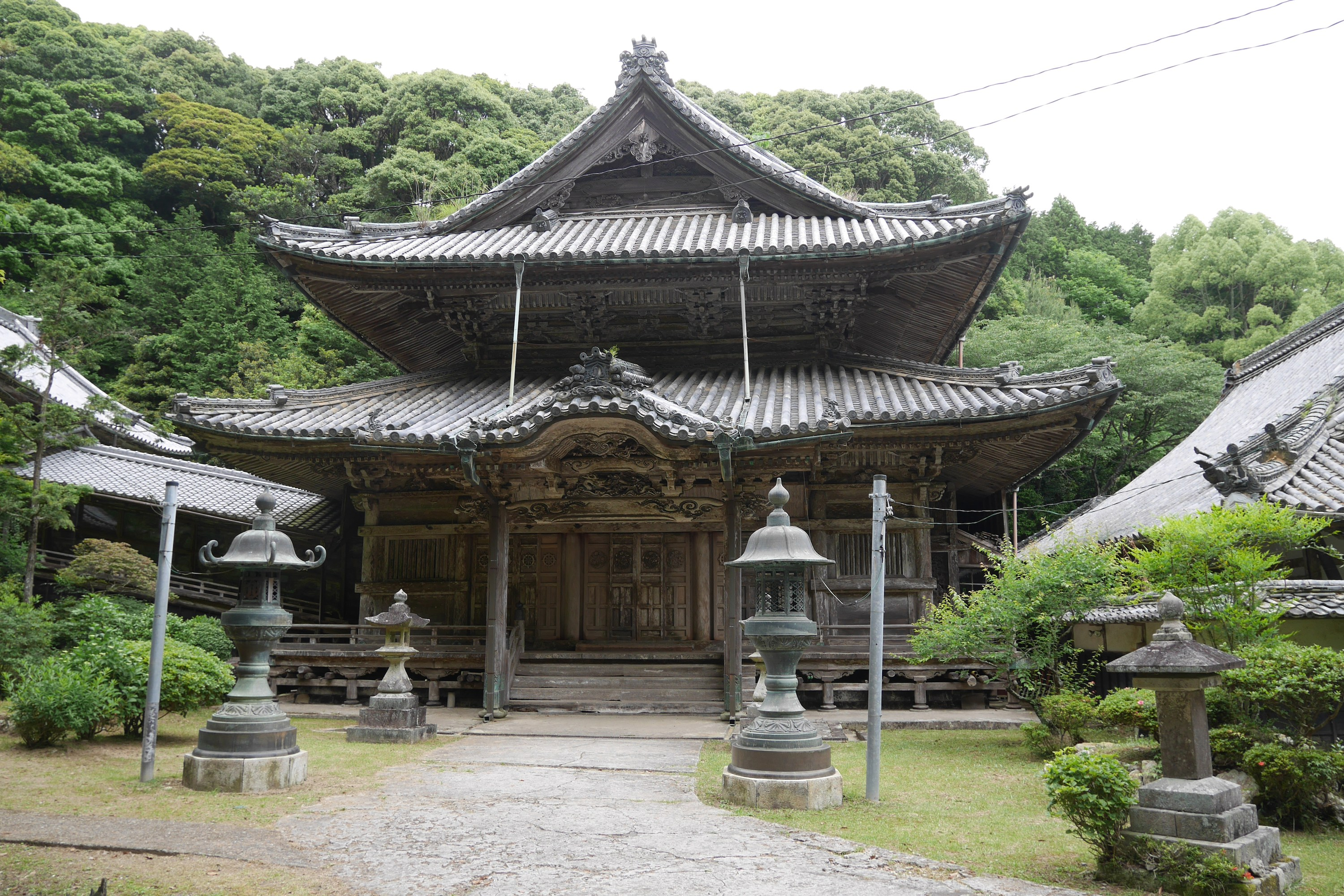
正福寺
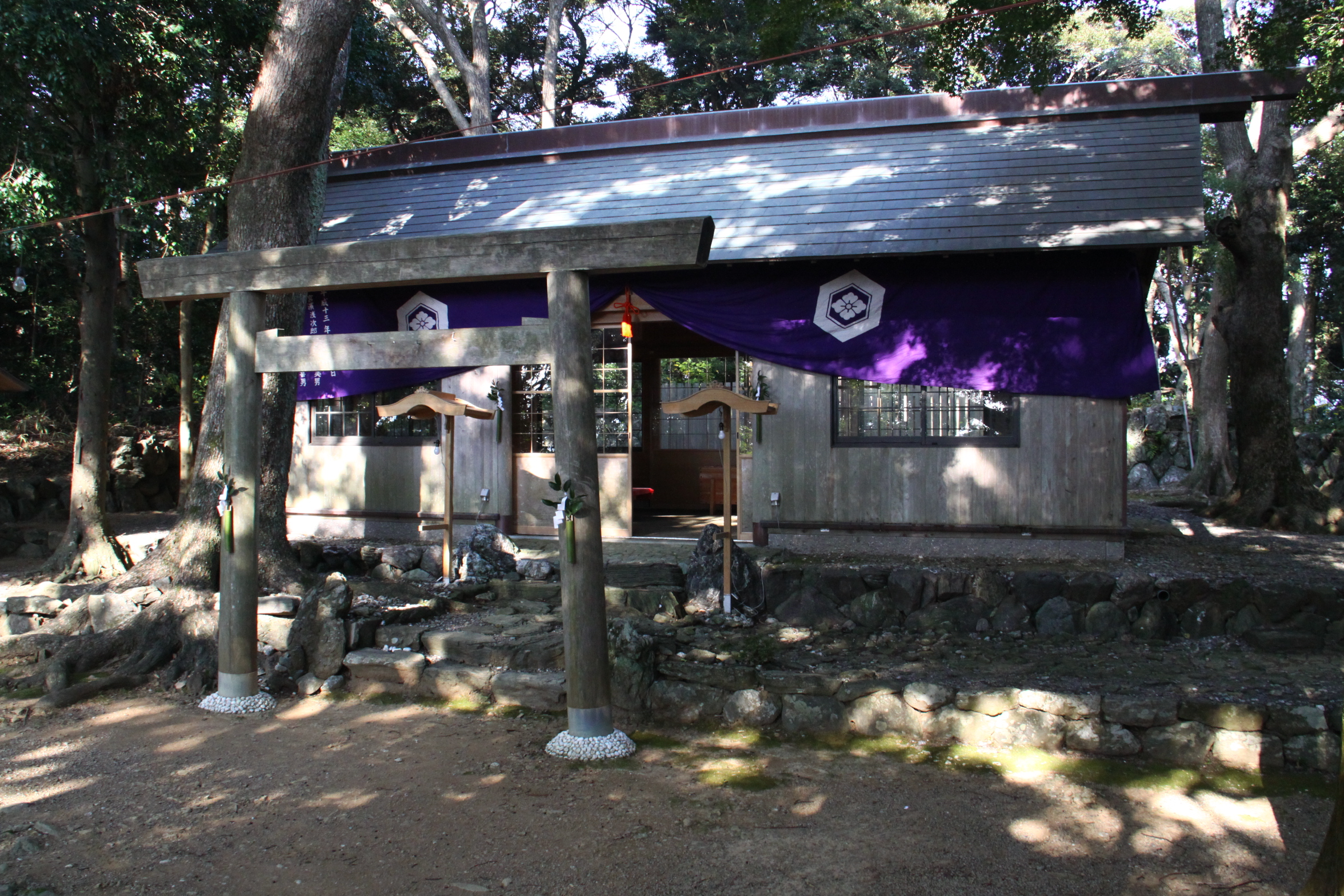
伊射波神社
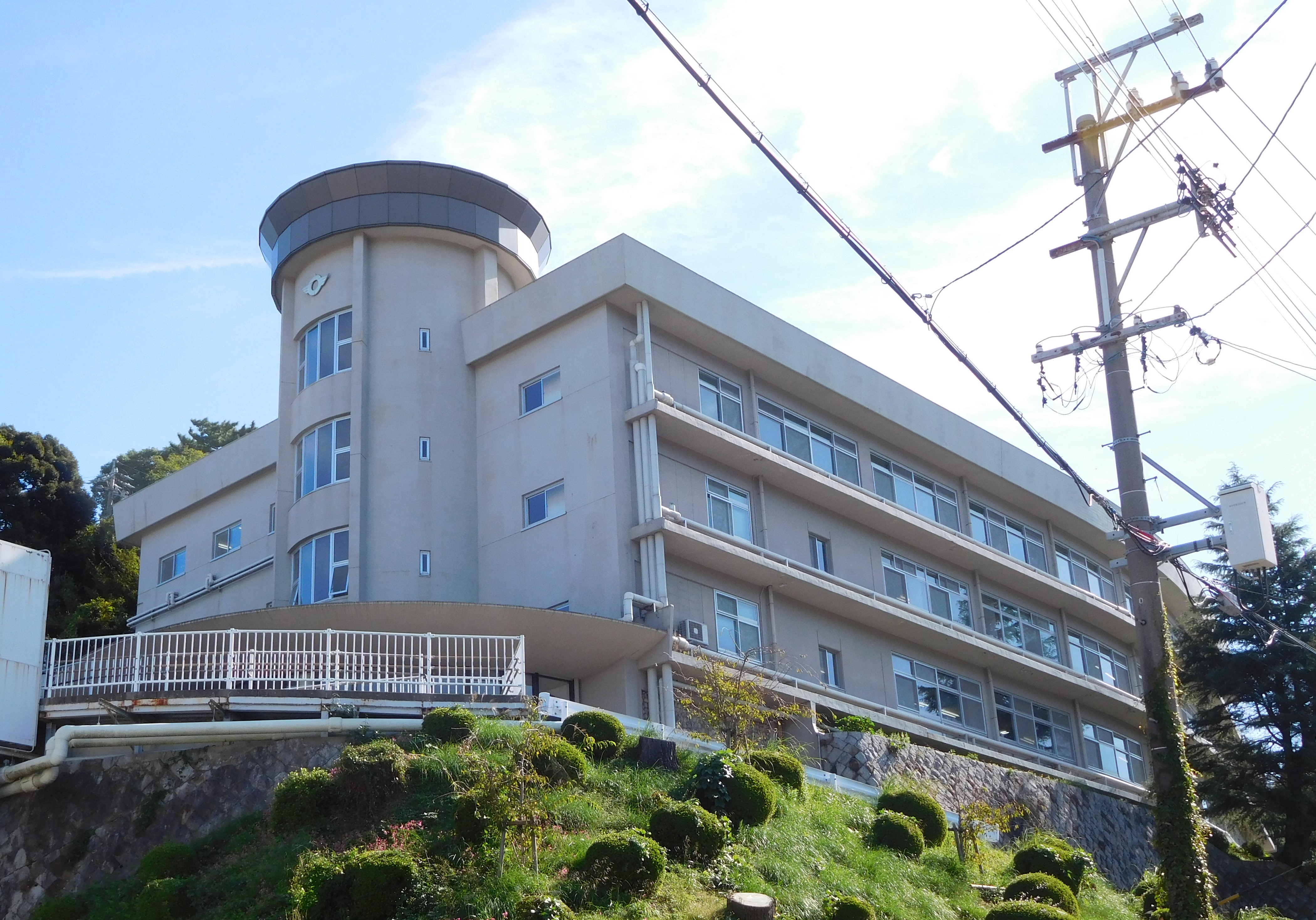
鳥羽市役所
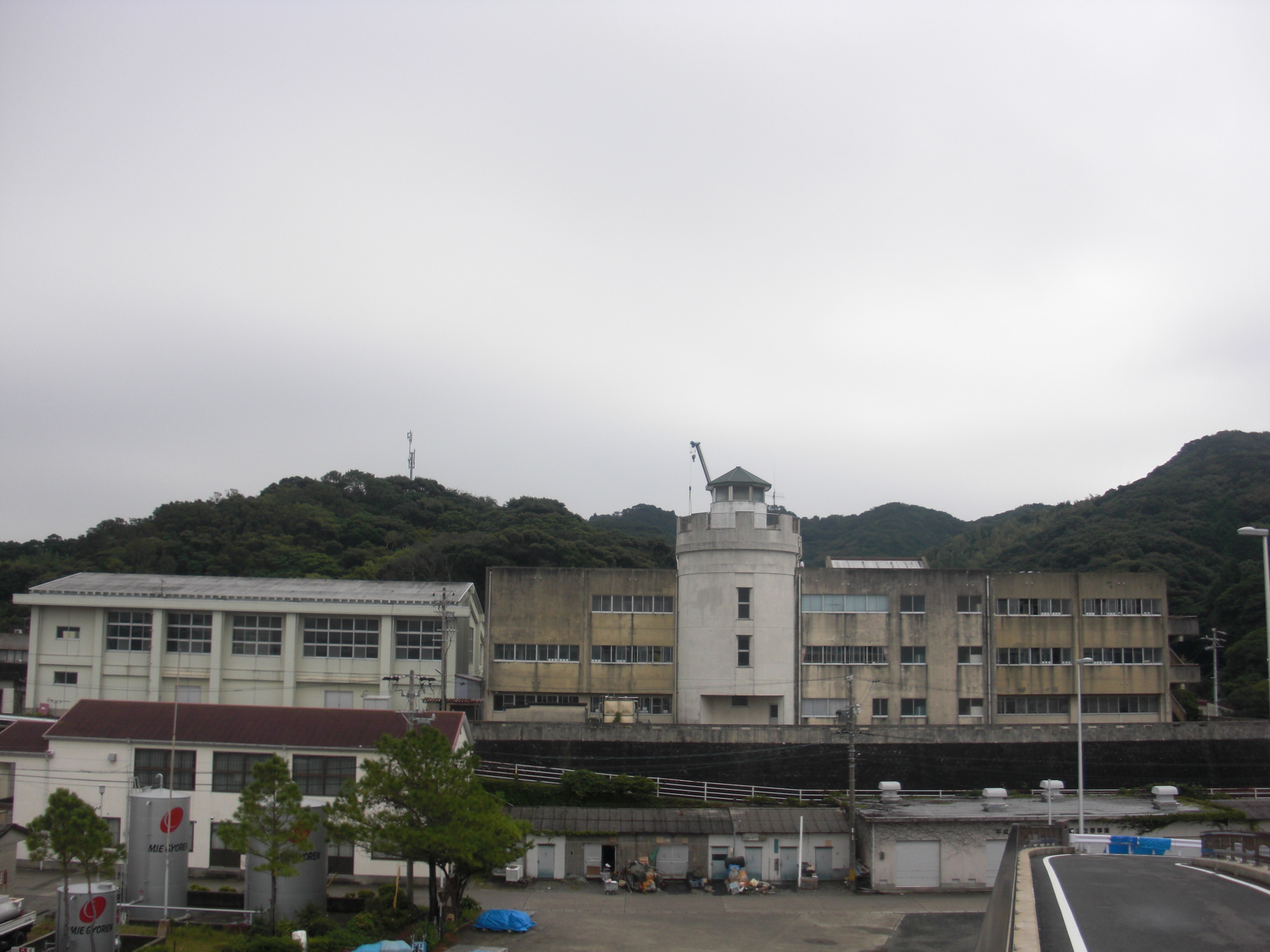
鳥羽市立菅島小学校
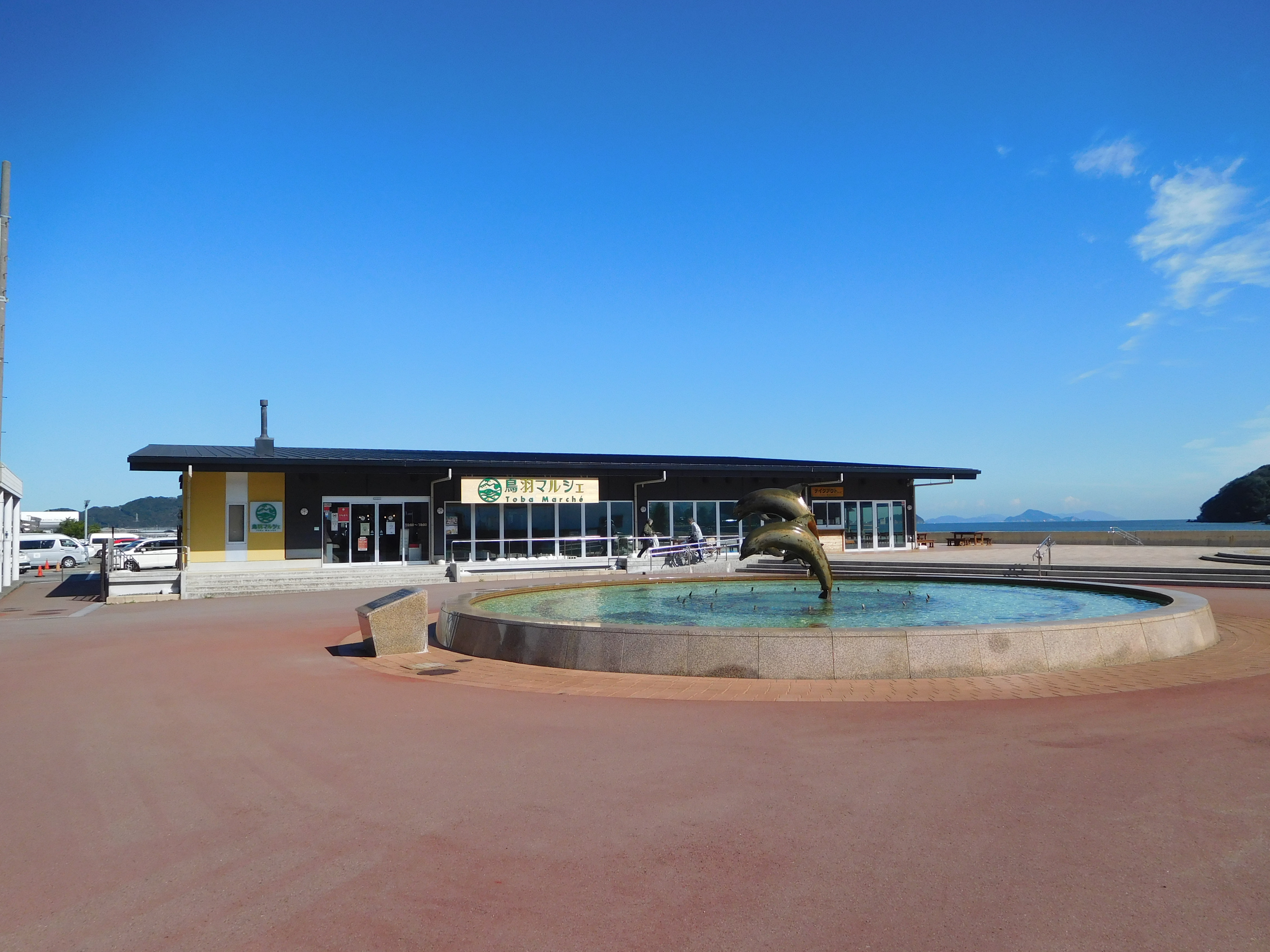
鳥羽マルシェ
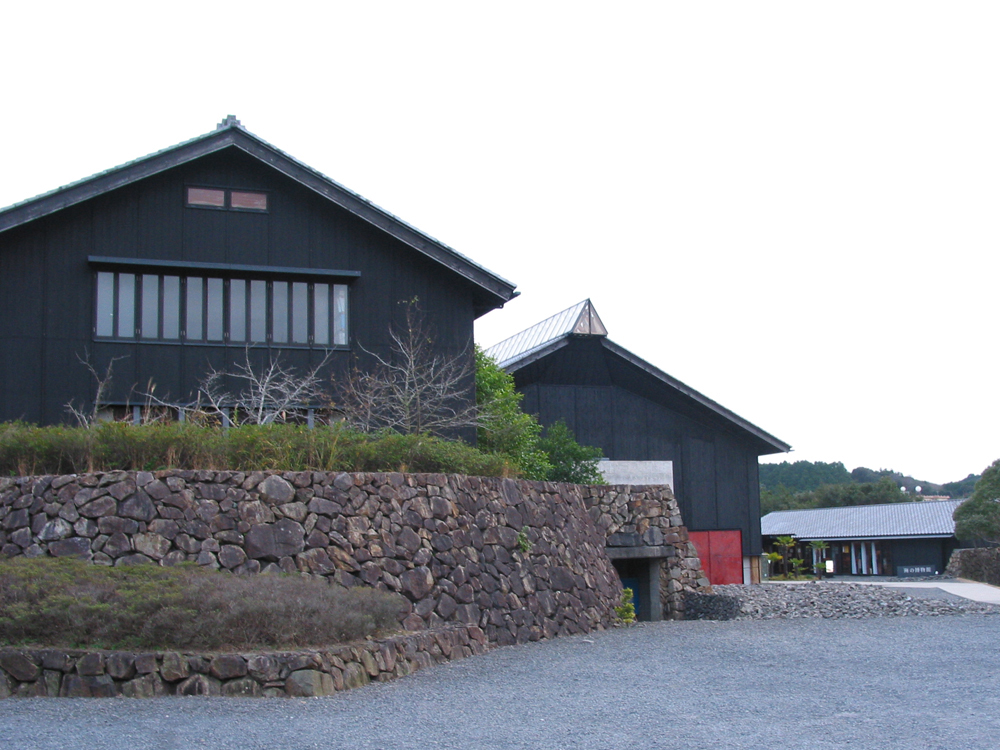
鳥羽市立海の博物館